# 米川みちこ

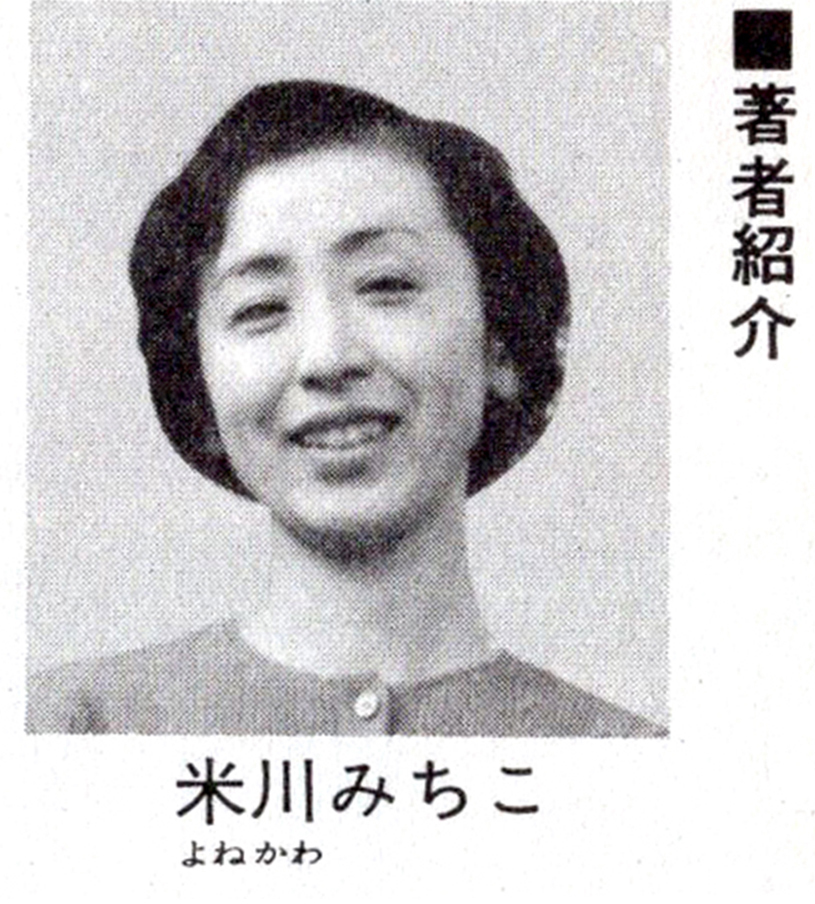
小さなかめと小さな花たば』 金の星社 米川みちこ

米川 みちこ（よねかわ みちこ、1925年7月31日 - 2013年）は、日本の児童文学作家。本名・道子。
日本児童文学者協会会員。

## 来歴・人物
三重県津市出身。児童文学作家坪田譲治に師事し「びわの実学校」に参加。
戦後、戦災孤児や浮浪児の救済のため、藤沢市（現綾瀬市）の救護施設『唐池学園』に従事。
代表作『ぐみの木の丘』は作者の唐池学園での経験によるものである。

## 著作・作品
- 『小さなかめと小さな花たば』 （斎藤博之絵、金の星社、創作こどもらいぶらり 5） 1971年[4]
- 『ぐみの木の丘』（斎藤博之絵、金の星社、創作児童文学 9） 1972年
- 「さんちょっぱのしん」（日本児童文学者協会編、偕成社、子どものひろば4年生『四年四組さくら色』） 1976年
- 『はっぱのてがみ』（田中恒子絵、太平出版社、太平ようねん童話おはなしゆうえんち） 1979年
- 『オンオンちゃんとヒイヒイちゃん』（山内恵美子画、教育画劇）
  - 『オンオンちゃんとヒイヒイちゃん』（後藤喜美絵絵、日本童話会、「童話」昭和51年7月号）
- 『かわいがっていた動物 / サザンカのおはか』（偕成社） 1974年
- 『三重県の民話・阿漕の平治』（偕成社） 1982年
- 『めんこのけっとう』（日本事務能率協会） 1969年
- 「ゆりちゃんのビー玉」（びわの実学校 第16号）
- 「ホロリさんの留守番」（内田慶三絵、びわの実学校 第20号）　1966年
- 「ひげなしせんちょうさん」（しのとおすみこ絵、びわの実学校 第35号）
- 「るうちゃんとリコ　野うさぎみみ子」（びわの実学校 第65号）
- 「かえる 百ぴき」（旺文社、小2ホームクラス） 昭和46年
- 「独楽」（旺文社、小5ホームクラス） 昭和47年
- 「光化学スモッグをやっつけろ」（旺文社、小2ホームクラス） 昭和47年
- 「大きなわすれもの」（旺文社、小2ホームクラス） 昭和47年
- 「お月さまにもらったすず」（旺文社、小2ホームクラス） 昭和49年
- 「めんこのケン」（斉藤としひろ絵、旺文社、小3ホームクラス） 昭和49年
- 「ペンキ、ぬりたて」（高志孝子絵、旺文社、小1ホームクラス） 昭和50年
- 「お日さま つぶし」（斉藤としひろ絵、旺文社、小3ホームクラス） 昭和51年
- 「うおんとひいひい」（高志孝子絵、旺文社、小1ホームクラス） 昭和54年
- 「バラをはこんだふうせん」（こもりときこ絵、旺文社、小2ホームクラス） 昭和50年

## 家族・親族
- 父：鬼頭白雨[5]（日本の歌人）
- 配偶者：米川信夫（日本の翻訳家）
- 又従弟：奥田碩（トヨタ自動車株式会社会長）
- 又従弟　奥田務[6]（大丸松坂屋百貨店会長/J.フロント リテイリング会長兼CEO / 三菱UFJフィナンシャル・グループ取締役 / 関西学院大学客員教授）